# Plan (organisatie)
Plan International (voorheen Foster Parents Plan) is een organisatie die zich bezighoudt met ontwikkelingssamenwerking. Plan International heeft de grootste bekendheid gekregen door het laten sponsoren van kinderen in ontwikkelingslanden door 'pleegouders' in het westen, maar het geeft ook veel geld uit als medefinancieringsorganisatie.

## Geschiedenis
Plan International is als Foster Parents Plan in 1937 opgericht door de Engelse journalist John Langdon-Davies. In de Spaanse Burgeroorlog hielp de organisatie weeskinderen en dakloze kinderen aan een veilig onderkomen. Tijdens de Tweede Wereldoorlog was de organisatie ook actief in Nederland, Frankrijk en België. In de loop van de vijftiger jaren verschoof het zwaartepunt van het werk langzaam naar landen buiten Europa.

## Doel en activiteiten
Plan International in Nederland is, net als Plan International België, lid van Plan International, een internationale, humanitaire, kindgerichte ontwikkelingsorganisatie zonder politieke, godsdienstige of commerciële doelstellingen. Plan International werkt aan gelijke kansen voor meisjes en jongens. Wereldwijd beschermt Plan International meisjes tegen besnijdenis, kindhuwelijken, seksuele uitbuiting en tienerzwangerschappen. Ook in de projecten op het gebied van onderwijs en werk, WASH (water, sanitatie, hygiëne) en noodhulp krijgen meisjes extra aandacht.
Door te investeren in meisjes, hun families en community's wil Plan International de vicieuze cirkel van armoede en discriminatie doorbreken.
In 2021-2022 werden ruim 900.000 kinderen via Plan International gesteund. De bijdragen van sponsors komen ten goede aan kindgerichte ontwikkelingsprojecten in hun directe leefomgeving. De nadruk ligt daarbij op bescherming van kinderen, onderwijs, gezondheidszorg en inkomensverbetering. Kinderen worden nauw betrokken bij de projecten en hun mening wordt meegenomen in de projectontwikkeling en evaluaties.

## Wereldmeisjesdag
Na een succesvolle lobby van Plan International, riepen in 2012 de Verenigde Naties 11 oktober officieel uit tot Wereldmeisjesdag. Op Wereldmeisjesdag vraagt Plan International met evenementen en acties extra aandacht voor achtergestelde, uitgebuite en gediscrimineerde meisjes in ontwikkelingslanden.

## Opspraak
In 1999 kwam het toenmalige Foster Parents Plan in opspraak omdat de schijn gewekt werd dat de financiële adoptie niet zo uitgevoerd werd als ze in de wervingscampagnes beweerden; het geld kwam niet bij de geadopteerde kinderen terecht, maar bij de gemeenschap waarin de kinderen wonen. Een officiële commissie onder leiding van Margreeth de Boer onderzocht de bestedingen en de aanpak van Foster Parents Plan en concludeerde in augustus 2001 dat er een te positief beeld werd geschetst. Om te zuiveren werd er in 2002 een naamswijziging (Plan International) doorgevoerd en Rolph Pagano werd als interim-manager aangesteld. Enkele maanden later kwam de organisatie weer in opspraak omdat Pagano voor een driedaagse werkweek een salaris van € 18.000 per maand ontving.